# Revolta da Cachaça
Revolta da Cachaça foi o episódio ocorrido entre novembro de 1660 e abril de 1661 no Rio de Janeiro, motivado pelo aumento de impostos excessivos cobrados aos fabricantes de aguardente. Também é chamada de Revolta do Barbalho ou Bernarda.

## Antecedentes
Em 1647, uma Carta Régia da metrópole visando à proteção do monopólio português no comércio de vinho e aguardente (chamado de bagaceira) foi expedida, sendo regulamentada em 1649, abrindo a exceção de seu consumo para os escravos e em Pernambuco - que se encontrava sob domínio holandês.
Com a expulsão definitiva dos holandeses, em 1654, aumentou a concorrência do açúcar brasileiro pelo produzido nas Antilhas e diminuíram os lucros. Para compensar a baixa rentabilidade, os senhores de engenho passaram também a produzir aguardente de cana, obtendo grande lucro com seu tráfico para Angola.
Para coibir a ilegalidade, nova ordem foi expedida em 1659 no sentido de se destruírem todos os alambiques da colônia, bem como aos navios que transportavam o produto.
Esse quadro, em que a produção de aguardente no Brasil Colônia era uma atividade ilícita, teve exceção no Rio de Janeiro, onde a situação foi tratada de forma diversa.
O Rio de Janeiro era como um velho conhecido para o Salvador Corrêa de Sá, estava em sua 3° passagem (1659-1661), mas agora como Governador e Capitão Geral da Repartição do Sul, quando a revolta estourou. Da última vez que ocupara o cargo, durante o ano de 1648, fora obrigado a se retirar para liderar a campanha militar portuguesa na costa africana cujo objetivo era recuperar Angola do domínio holandês, da qual saiu vitorioso. A verba para a campanha foi levantada por meio de taxas impostas à cidade.
O heroísmo não foi sinônimo de popularidade, pelo contrário, o comandante português parecia atrair com facilidade a animosidade dos camaristas. Um dos motivos era sua forte ligação com os padres da companhia de Jesus, que há anos disputavam a mão de obra dos nativos com os colonos, como Salvador Corrêa de Sá tomara o lado da igreja em 1640, quando ela tentou aplicar a bula papal de 1639 (que proibia a escravidão indígena), sua reputação ficou eternamente marcada.
Outro motivo eram suas conexões familiares, além estar casado com uma espanhola, que numa época de recente separação da União Ibérica já era suficiente para levantar suspeitas. O governador também tinha prática de ter familiares e amigos em importantes cargos. Tomé Correia de Alvarenga era seu primo e governador do Rio de Janeiro (1657-1659) e ficava como interino na ausência de Salvador. Pedro de Souza Pereira fora administrador das minas de São Paulo e provedor-mor do Rio de Janeiro, nomeado pela coroa. Manuel Correa Vasqueanes era presidente do conselho municipal da mesma cidade, da mesma forma, Martim Correia Vasques era o comandante da guarnição do Rio, os dois eram primos de Salvador.
Atropelar das decisões da câmara também não era estranho ao recém nomeado capitão geral das capitanias do sul. Presenciava-se com freqüência intromissões nas eleições dos oficiais; lançamento de fintas sem aprovação prévia dos camaristas; fora acusado de enriquecer ilicitamente as custas da verba fazendária da região em conluio com Pedro de Souza Pereira; até rumores de assassinato o rondaram, a morte de Francisco da Costa Barro, respeitável homem da república e ex-provedor da fazenda era associada ao governador.
Esse clima de instabilidade, dentre outros motivos, causado pela administração de Salvador Correia de Sá e Benevides e sua família, certamente contribuiu para o embrião do que viria ser a revolta da cachaça.

## Rio de Janeiro
Governava o Rio de Janeiro Salvador Correia de Sá e Benevides no início de 1660. Visando ao melhor aparelhamento das tropas coloniais, instituiu uma taxa sobre as posses dos habitantes. Quando a cobrança chegou na freguesia de São Gonçalo vários proprietários, dentre eles Jerônimo e Agostinho Barbalho recusaram-se a pagar. A partir dali começaram a conspirar, preparando "capítulos" com reivindicações que foram apresentados ao governador interino Tomé Correia de Alvarenga.

## Revolta
Embora na cidade do Rio de Janeiro não ocorressem incidentes, os produtores da região norte da Baía da Guanabara, então Freguesia de São Gonçalo do Amarante (atuais municípios de São Gonçalo e Niterói), rebelaram-se contra a taxa.
Durante seis meses, houve reuniões na fazenda de Jerônimo Barbalho Bezerra, na Ponta do Bravo (atual bairro do Barreto, em Niterói e São Gonçalo).
Na madrugada de 8 de novembro de 1660, liderados pelo fazendeiro, os revoltosos atravessaram a baía, convocando o povo da cidade pelo toque de sinos a reunir-se diante do prédio da Câmara. Totalizavam 112 senhores de engenho, 10 de São Gonçalo, que exigiam o fim da cobrança das taxas, bem como a devolução daquilo já arrecadado. Tomé de Sousa Alvarenga, tio do governador e em exercício durante sua ausência, mostrou-se fraco diante dos amotinados, que, sob a promessa de pagamento dos soldos em atraso, haviam conseguido a deserção dos soldados. Refugiando-se no Mosteiro de São Bento junto ao provedor-mor Pedro de Sousa Pereira, não esquivou-se Alvarenga de ser feito prisioneiro.
Durante a rebelião, foram saqueadas as casas da família Correia e de Salvador de Sá. Alvarenga foi enviado para Portugal junto a uma lista de acusações contra sua família, então poderosa. Na praça, foi aclamado Agostinho Barbalho como novo governador, mas este recusou o cargo e buscou abrigo no Convento de Santo Antônio, de onde foi retirado à força e forçado a assumir o cargo.
Empossado, Agostinho buscou esfriar os ânimos, fez nomeações e procurou agradar à família Correia; suas atitudes conciliadoras agradaram a Salvador de Sá que, informado dos acontecimentos em São Paulo, reconheceu-lhe no cargo - apoio que gerou a insatisfação dos revoltosos, fazendo-o derrotado nas eleições para a Câmara, que havia convocado. Seu governo findou em 6 de fevereiro de 1661, quando a Câmara conduziu seu irmão, Jerônimo Barbalho, à governadoria. Este agiu autoritariamente, perseguindo aos jesuítas, aliados de Salvador de Sá, e também aos militares. Isso fez-lhe surgir poderosa oposição.
Instado pelos padres da Companhia de Jesus, Salvador de Sá organizou uma tropa de paulistas (na maioria índios e mestiços) com o apoio de dois navios que lhe foram enviados da Bahia, chegando em abril.

## Repressão e fim da revolta
O Rio de Janeiro foi cercado de surpresa, na madrugada de 6 de abril. A frota da Companhia de Comércio já estava de prontidão no litoral, enquanto Salvador de Sá invadia com os seus pelo interior. Apanhados de surpresa, os revoltosos não opuseram resistência.
Aprisionados os líderes, foi montada uma corte marcial que condenou os rebeldes Diogo Lobo Pereira, Jorge Ferreira de Bulhão e Lucas da Silva à prisão, sendo enviados à metrópole para o devido julgamento. Jerônimo Barbalho, único condenado à morte, foi decapitado e sua cabeça afixada no pelourinho - castigo justificado por Salvador de Sá, em carta ao Rei D. Afonso VI, como lapidar à população para que não cometesse atos semelhantes.
O Conselho Ultramarino, porém, deu razão aos rebelados. Salvador de Sá foi afastado de suas funções e teve de responder em Portugal por seus excessos. A família Sá, descendente do ex-governador-geral Mem de Sá e do fundador da cidade do Rio de Janeiro, Estácio de Sá, perdeu prestígio e a grande influência que até então conseguira manter. Os rebeldes condenados foram libertados.

## Consequências
Ainda em 1661 a regente Luísa de Gusmão liberou a produção da cachaça no Brasil. A medida incrementou o tráfico com Angola e a economia fluminense. O comércio local, entretanto, continuava vedado, mas a repressão era nula, contando até com a participação das autoridades: João da Silva e Sousa, que governou o Rio de 1670 a 75, era o principal contrabandista.
A proibição foi revogada, finalmente, em 1695. A cachaça, que motivou e deu nome à revolta - à época também chamada de "aguardente da terra" e jeritiba - teve sua produção elevada, em uma década, a 689 pipas (barril de 450 litros) ao ano (ou cerca de 310 mil litros).